# Strumińcy
Strumińcy, Strumianie, Strymońcy – plemię słowiańskie zamieszkujące na północ od Salonik nad Morzem Egejskim, nad rzeką Strumą i Strumicą. Sąsiadowali na wschodzie z plemieniem Smolan, a na południu z plemionami Rynchynów i Sagudatów.

## Historia
Strumianie pojawili się w Macedonii na początku VII wieku w ramach wielkiego exodusu sklawińskiego na ziemie Cesarstwa Bizantyńskiego, wypierając miejscową ludność grecką na tereny górskie w centrum półwyspu i do miast przybrzeżnych. Na zajętych terenach nie stworzyli własnego organizmu politycznego, żyjąc w ramach luźnych struktur plemiennych doraźnie łącząc się w większe związki plemienne. Na zdobytych ziemiach trudnili się rolnictwem i piractwem. W 626 roku Strumianie wzięli najprawdopodobniej udział w wielkim awarsko-słowiańskim oblężeniu Konstantynopola, zakończonym klęską słowiańskiej flotylli łódek jednodrzewek w bitwie w zatoce Złotego Rogu, konfliktem pomiędzy Słowianami a Awarami i odstąpieniem najpierw Słowian, a potem Awarów od oblężenia. W 670 roku utworzyli wspólnie z Rynchynami i Sagudatami związek wojskowy mający na celu zdobycie Salonik. Inicjatorem przedsięwzięcia był wódz Rynchynów Prebud, który osobiście zajął się przygotowaniami do zdobycia miasta. W trakcie pobytu w Salonikach został uwięziony przez władze bizantyńskie i odesłany w kajdanach do Konstantynopola. Schwytany w czasie próby ucieczki został stracony jesienią 674 roku. Oburzeni egzekucją swego wodza związkowcy oblegli Saloniki. Udało im się nakłonić do przystąpienia do oblężenia Draguwitów. Natomiast Welegezyci stanęli po stronie Greków. Przed decydującym szturmem Strumianie wycofali się z akcji. Ostatecznie oblężenie zakończyło się niepowodzeniem. Ostatnim wspólnym przedsięwzięciem związku była nieudana próba zdobycia Tesaloniki w 677 roku.
Pod koniec VII wieku do kontrofensywy przeszli cesarze bizantyńscy. Na przełomie 688/9 cesarz Justynian przedarł się z armią do Salonik i uprowadził sporą liczbę Słowian z okolic miasta. Jeńcy zostali osiedleni w Azji Mniejszej. W 758/9 ziemie macedońskich Słowian najechał cesarz Konstantyn VII, w odwecie Słowianie dokonali wypraw rabunkowych i grabieżczych na wyspy Morza Egejskiego. W 769 roku cesarz wykupił 2500 jeńców, mieszkańców wysp greckich: Imbros, Tenedos i Samotraki. W 783 roku wyprawa cesarzowej Ireny dotarła przez tereny zamieszkane przez Słowian na Peloponez. W 789 roku oddziały bułgarskie spustoszyły terytorium plemienia Strumian, uznających zwierzchność cesarską. Pod koniec VIII wieku po raz pierwszy w źródłach greckich pojawia się nazwa temu Macedonia, choć trudno stwierdzić jaki był zakres władzy bizantyńskiej nad mieszkającymi w Macedonii plemionami słowiańskimi. O stopniu zeslawizowania tych ziem w IX wieku świadczy historia braci Cyryla i Metodego, którzy z racji mieszkania w Tesalonice znali płynnie język słowiański. W latach 821–823 i 836-837 Słowianie macedońscy wzięli udział w buntach przeciw Bizancjum krwawo tłumionych. Wprawdzie historycy bizantyńscy mówią ogólnie o Sklawiniach, nie wymieniając zaangażowanych w bunt plemion, to jednak ponieważ wiemy, że działania objęły tereny sąsiednich Smolan, które zostały w 837 roku włączone do Bułgarii, zapewne nie ominęły więc i ziem Strumian. W II połowie IX wieku Strumianie zostali włączeni do powstałego wówczas temu Strymon. Jeszcze na początku X wieku tworzyli w jej obrębie odrębną archontię, później zlikwidowaną. Mianowany przez cesarza archont, jakkolwiek zastąpił wodza plemiennego, pozostawiał Strumianom znaczną autonomię. Od 879 roku Strumianie posiadali też własnego biskupa.